# Sara Young
Sara Eva Young, född 12 september 1975 i Malmö, är en svensk radiopratare, ståuppkomiker, manusförfattare och TV-regissör.
Hon är gift med komikern Johan Glans och de har två barn tillsammans.
Young är lagkapten i UR:s program Big Words tillsammans med Henry Bronett och har tidigare medverkat i humor-programmet Deluxe i Sveriges Radio P3.
Hon gjorde 2009 humorföreställningen Tjong i Fontanellen tillsammans med Jörgen Lötgård och Erik Ekstrand. Sara har även hörts i i humor-podcasten Via Lascaris samt uppföljaren Via Lascaris X2000. Hon är sedan 2021 aktuell med sin nya podcast Wingwang & Young tillsammans med vännen och tidigare kollegan Fredrik Sander. Young jobbar som manusförfattare för komedier. År 2017 regisserade hon komediserien Skitlycklig för SVT Play.
Young har skrivit manus till bland annat Vårdgården på SVT, Halvvägs till himlen på TV4, Playa del Sol på Kanal 5 och julkalendern Mirakel 2020. 2020 skrev och regisserade hon långfilmen Snälla kriminella.